# أوراناسورس
أوراناسورس هو جنس ديناصور عاش خلال مرحلة الأبتي في العصر الطباشيري المبكر في المنطقة التي تشكل الآن دولة النيجر والكاميرون.